# الأرز والبازلاء
الأرز والبازلاء أو البازلاء والأرز هو طبق أرز تقليدي في بعض بلدان منطقة البحر الكاريبي وأمريكا اللاتينية. في بعض الأحيان، يعد الطبق باستخدام البازلاء، والتي يطلق عليها الجامايكيون أيضًا اسم بازلاء الغونجو. تُستخدم الفاصوليا الحمراء ( البازلاء/الفاصولياء الحمراء) وأصناف أخرى مماثلة عادةً في جزر الأنتيل الكبرى وأمريكا اللاتينية الساحلية. تختلف وصفات الأرز والبازلاء في جميع أنحاء المنطقة، حيث أن كل دولة لديها طريقتها الخاصة في صنعها واسمها، والمكونان الرئيسيان هما البقوليات (البازلاء / الفول) والأرز، مع الأعشاب والتوابل و / أو حليب جوز الهند.

## التاريخ

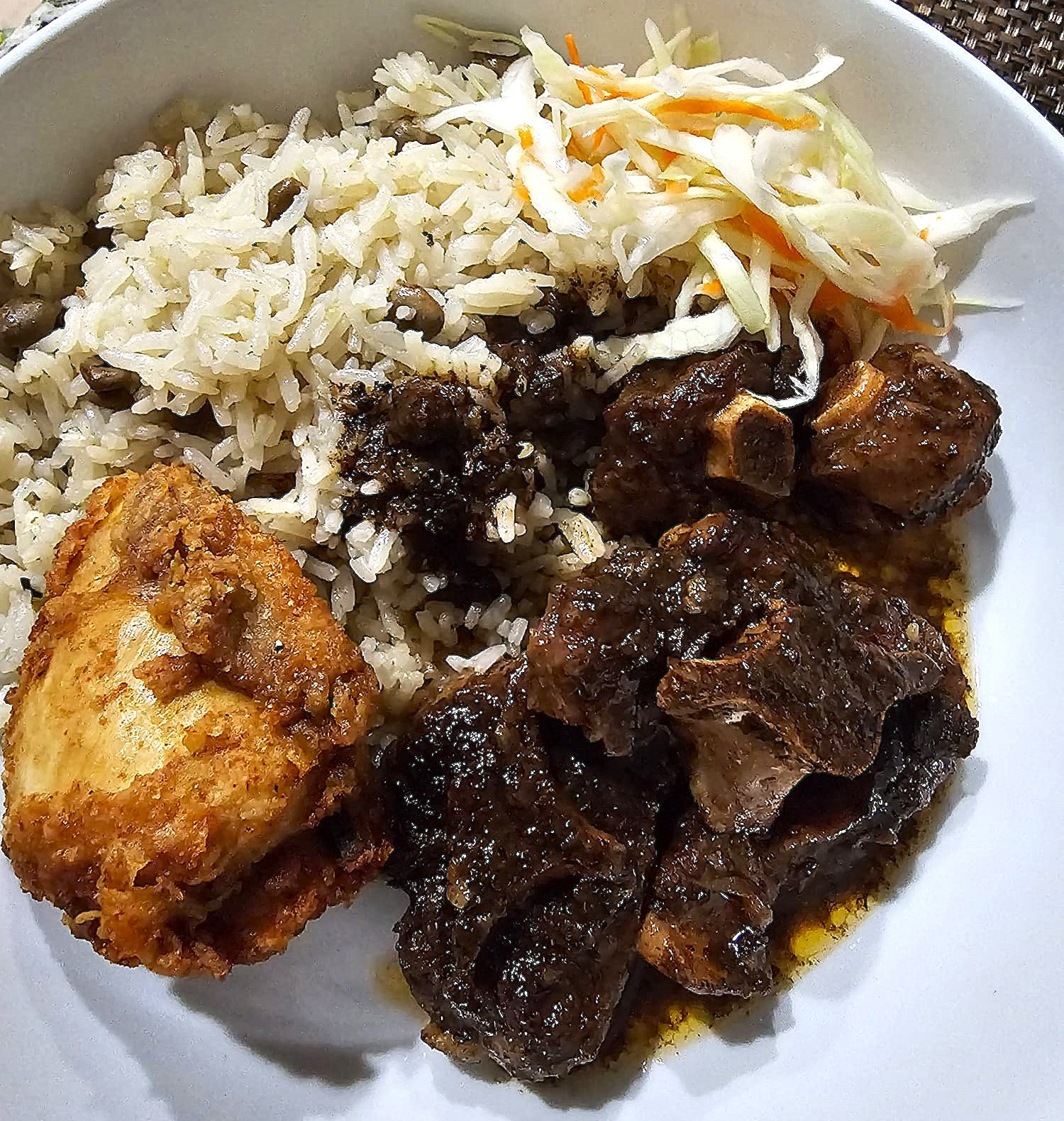
وجبة جامايكية نموذجية - دجاج مقلي وذيل ثور، مع طبق جانبي من الأرز والبازلاء (جونجو).

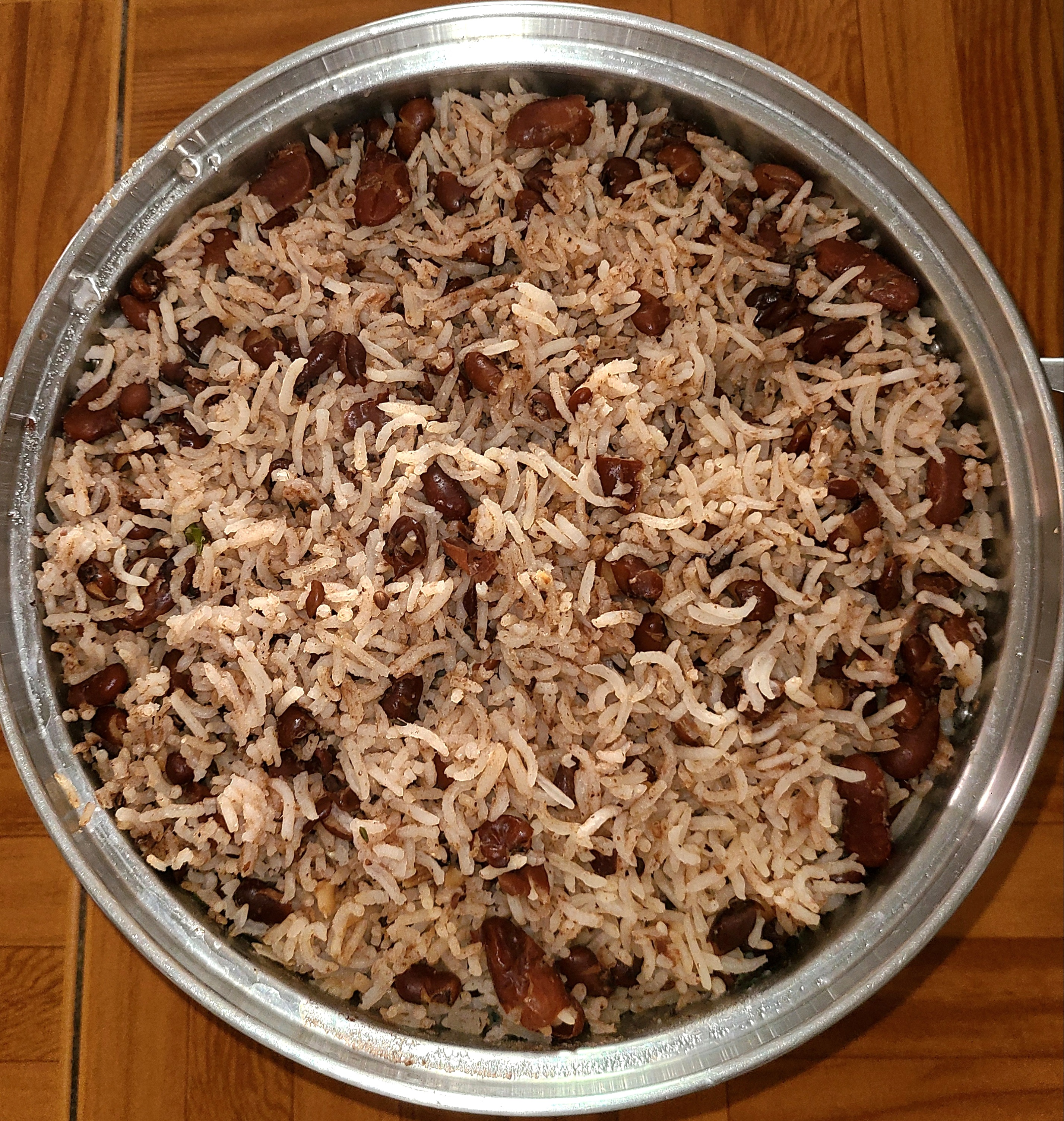
وعاء من الأرز والبازلاء الجامايكي

الأرز والبازلاء، وهو طبق كريولي من وعاء واحد نشأ في منطقة البحر الكاريبي خلال الحقبة الاستعمارية، يتضمن مزيجًا من المكونات وتقنيات الطهي والتوابل المتأثرة بمختلف المجموعات العرقية الموجودة في المنطقة.
ساهم الأسبان، وهم أول الوافدين الأوروبيين إلى الأمريكتين، بالعديد من أطباق البازلاء/الفاصوليا وأطباق الأرز. كما قدموا الأرز الآسيوي إلى منطقة البحر الكاريبي وأمريكا اللاتينية، وكذلك الأعشاب والتوابل مثل الثوم والزعتر والبصل والزعتر البري وما إلى ذلك. ويُعتقد أن الفاصوليا الحمراء، وهي مكون رئيسي آخر، نشأت في بيرو حوالي 8000 قبل الميلاد، وانتشرت الأصناف في جميع أنحاء الأمريكتين من قبل القبائل الأمريكية الأصلية بحلول عام 500 قبل الميلاد، ثم لاحقًا الإسبان والبرتغاليون، الذين قدموها إلى أجزاء أخرى من العالم. على نحو مماثل، قام الهنود الحمر بزراعة الفلفل الحار، ونشروا أصناف الفلفل الصيني في جميع أنحاء المنطقة، بما في ذلك الفلفل الاسكتلندي وأنواع أخرى من الفلفل المستخدمة في الطبق.
كما أضاف الأفارقة الذين وصلوا أثناء العبودية والاستعباد تأثيراتهم الخاصة إلى الطبق. إلى جانب الإسبان والبرتغاليين والفرنسيين والإنجليز والهولنديين وسكان جزر الهند الشرقية، فقد ساهموا أيضًا في إدخال الأرز وزراعته في المنطقة. البازلاء الهندية (وتسمى أيضًا بازلاء الكونغو أو أنجولا )، والتي نشأت في الهند وتدجنت هناك منذ 3500 عام، إدخلت أيضًا بواسطة الإسبان والبرتغاليين، من إفريقيا. في جميع أنحاء منطقة البحر الكاريبي وأمريكا اللاتينية، يشار إليهم باسم gandule guandules أو guandu (الإسبانية والبرتغالية)، gungo (الباتوا الجامايكية) و pwa kongo أو pwa di bwa (الكريولية الفرنسية) - والتي ربما كانت مشتقة من لهجات البانتو، ngungu أو wandu  (الكونغو) و oanda (الكيمبوندو الأنغولي).
استخدم اسم "الأرز والبازلاء" في الأصل من قبل الجامايكيين لتحديد الطبق. في عام 1961، أشار فريدريك جي كاسيدي إلى أن الطبق كان يُشار إليه باسم شعار النبالة لجامايكا. يقال أن الوصفة انتشرت في جميع أنحاء أمريكا الوسطى، بواسطة العبيد والأفارقة الأحرار والكريول الذين هاجروا إلى المنطقة مع المستوطنين البريطانيين، بالإضافة إلى التجار والعمال من جامايكا، بين منتصف القرن السابع عشر والقرن العشرين.

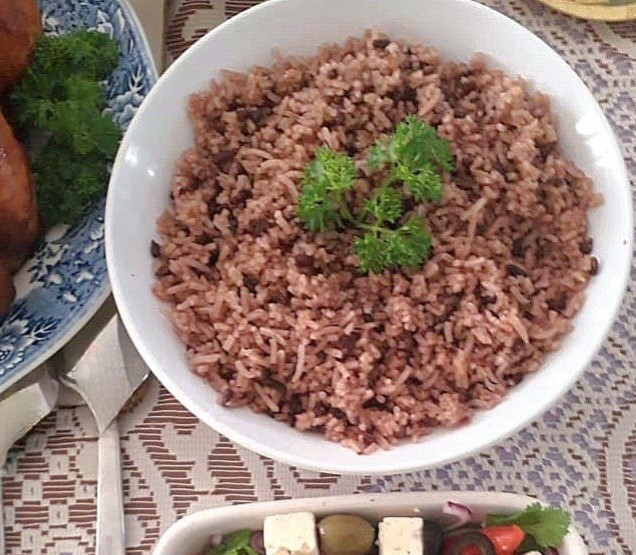
طبق جانبي جامايكي لعيد الميلاد - الأرز والبازلاء (القدسية). هذا الصنف الأصلي من البازلاء صغير الحجم، لكنه يعطي الأرز لونًا ونكهة غنية.

## التنوعات والأطباق المتشابهة

### الكاريبي
جامايكا
يعد الأرز والبازلاء من جامايكا أحد أكثر الأنواع شعبية في المنطقة. يؤكل عادة كطبق جانبي، وغالبًا ما يقدم مع اللحوم أو المأكولات البحرية. الأرز والبازلاء الجامايكيان، اللذان قدموهما إلى أجزاء أخرى من العالم، من خلال الشتات، يؤكلوا في بلدان أخرى خارج منطقة البحر الكاريبي. في جامايكا، يعد هذا الطبق خصيصًا يوم الأحد لتناول العشاء. تُستخدم عادةً الفاصوليا الحمراء والأصناف المماثلة الأخرى لإعداد الطبق، ومع ذلك، تطهى البازلاء (المعروفة أيضًا باسم بازلاء الجنجو) وبازلاء القدس (Phaseolus trinervius) تقليديًا خلال عيد الميلاد. تشمل المكونات الأخرى الفلفل الاسكتلندي والفلفل الحلو وهي نباتات محلية في الجزيرة، والأرز طويل الحبة، وحليب جوز الهند، والبصل الأخضر، والثوم، والملح والفلفل حسب الرغبة والزعتر. في بعض الأحيان، تضاف اللحوم المعالجة مثل لحم الخنزير المملح أو لحم البقر إلى الأرز والبازلاء.
كوبا

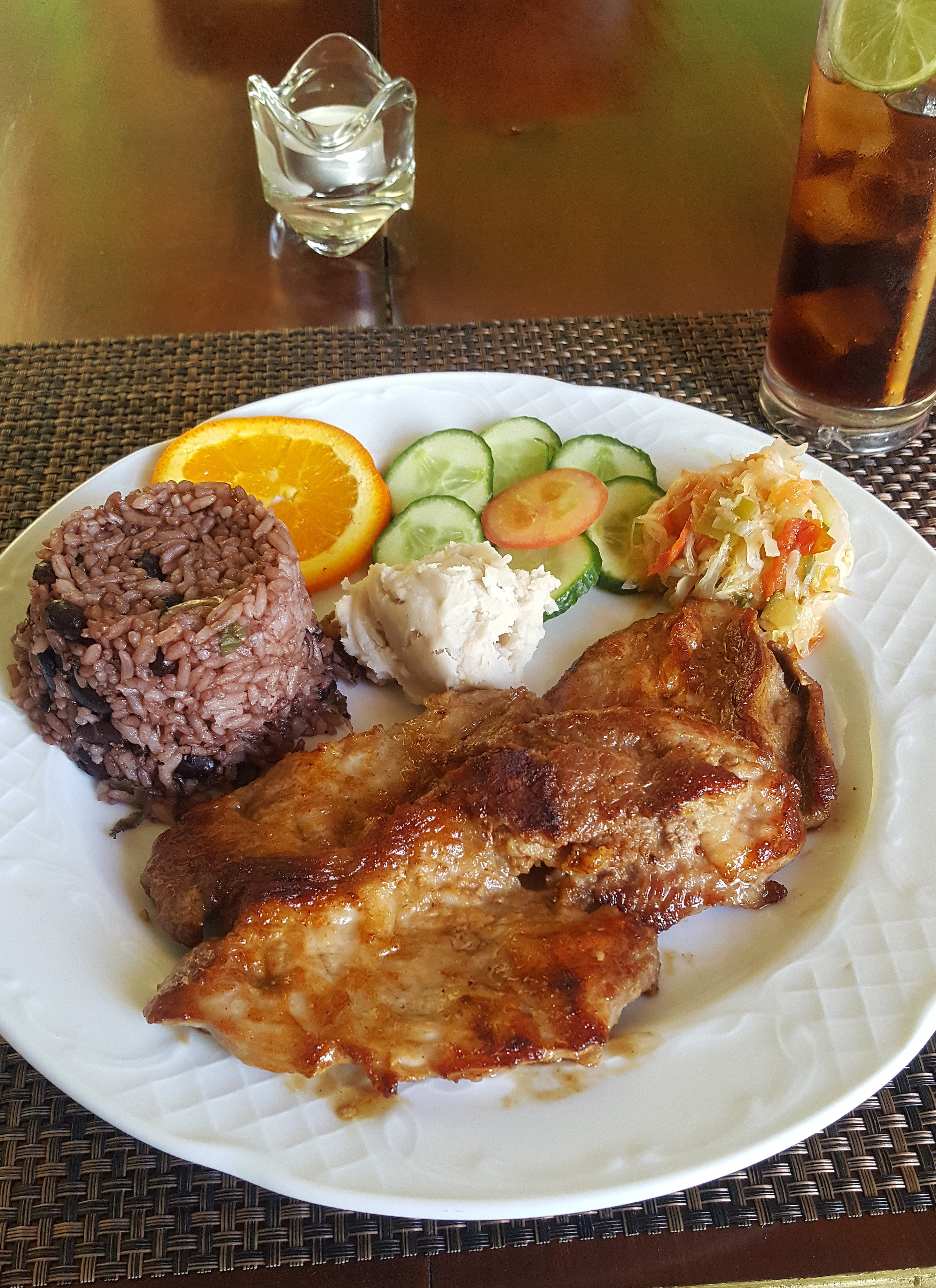
Moros y cristianos يقدم مع لحم الخنزير في سينفويغوس، كوبا.

موروس وكريستيانوس (وتسمى أيضًا Moros ) والتي تعني " المور والمسيحيين"، و congri هي أشكال كوبية. كلا الطبقين الجانبيين يشبهان ويتذوقان مثل الأرز والبازلاء الجامايكيين وديري أك بوا أو كونغو الهايتية، إلا أن بعض المكونات تختلف. يُصنع الموروس عادةً من الفاصوليا السوداء، بينما يُصنع الكونجري من الفاصوليا الحمراء - التي تمثل المغاربة المسلمين، والأرز يمثل الإسبان المسيحيين. يحتفل هذا الطبق بذكرى الاسترداد، ويمثل كيف تمكنت المجموعتان من العيش معًا في شبه الجزيرة الأيبيرية، بعد فترة طويلة من المعارك. وفقًا للمؤرخ وعالم الأنثروبولوجيا الكوبي فرناندو أورتيز فرنانديز، تبنوا كلمة كونغري من الهايتيين الذين استقروا في كوبا أثناء الثورة الهايتية. وتشمل المكونات الأخرى البصل والفلفل الحلو والثوم والطماطم وورق الغار والكمون والزعتر والملح. في بعض الأحيان، يضاف لحم الخنزير أو لحم الخنزير المقدد.
بليز

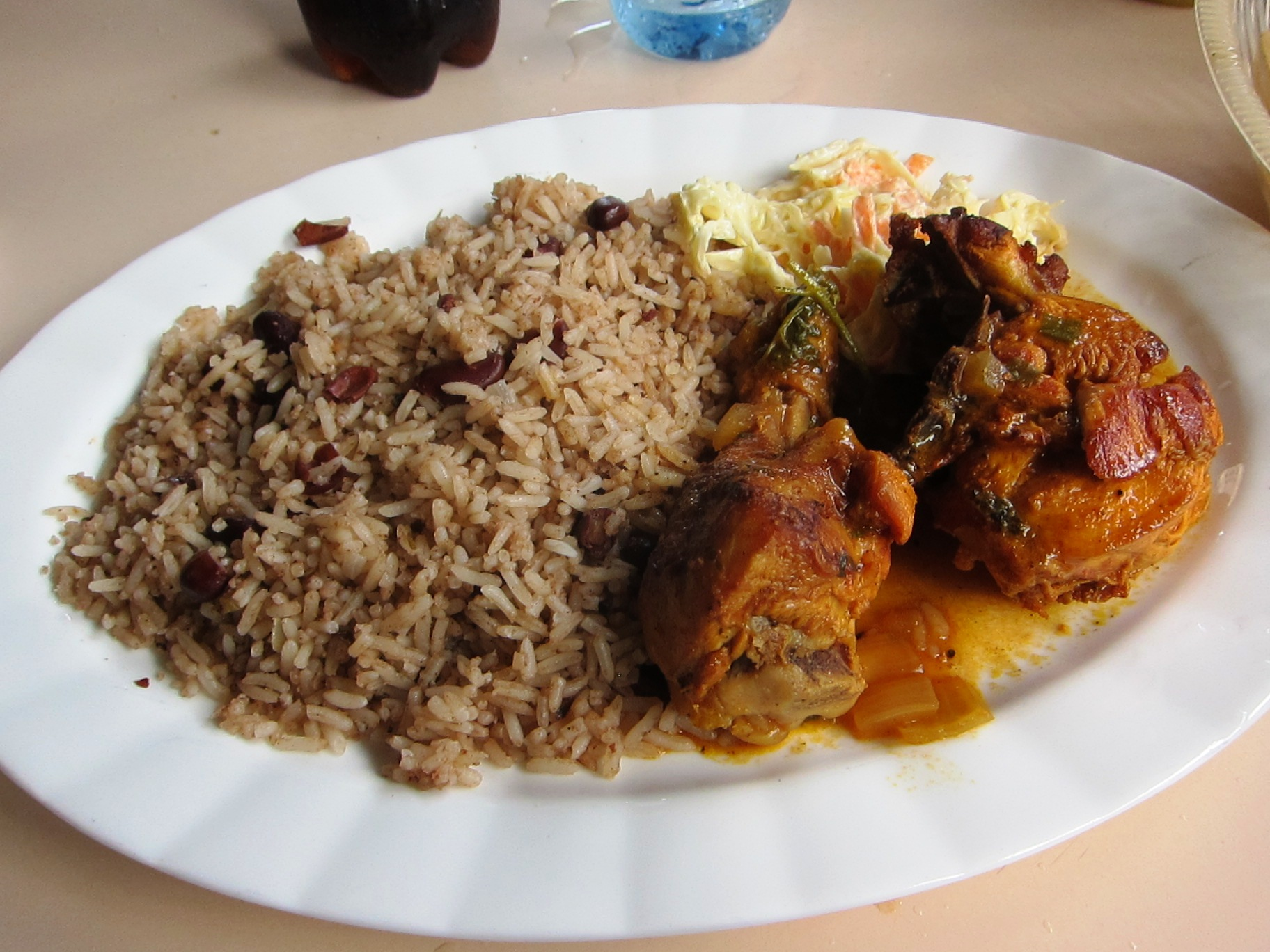
وجبة بليزية نموذجية - دجاج مطهي مع الأرز والفاصوليا.

الأرز والفاصوليا البليزية هو الطبق الوطني لبيليز. يمكن إرجاع أصولها إلى شعب المايا القديم، الذين زرعوا الفاصوليا. ومع مرور الوقت، ساعدت التأثيرات القادمة من المجموعات العرقية الأخرى التي وصلت إلى البلاد في تطوير الطبق. نشأت الوصفة من سكان الكريول ( كريول ) أي المستوطنين البريطانيين الذين وصلوا مع العبيد الأفارقة من جامايكا (بايمن)، لقطع الأخشاب، في أواخر القرن الثامن عشر والتاسع عشر - واختلطوا لاحقًا مع المستيزو والشعوب الأصلية. يحضر عادة بالفاصولياء، ويقدم كطبق جانبي. وتشمل المكونات الأخرى الثوم والزعتر والملح والفلفل والأرز طويل الحبة والفلفل الحلو والبصل وحليب جوز الهند. يمكن إضافة لحم البقر المملح أو لحم الخنزير المقدد أو لحم الخنزير المقدد. هذا الطبق يشبه إلى حد كبير الأرز والبازلاء من جزر الأنتيل الكبرى وأمريكا الوسطى. يحتفل بأول يوم أحد من شهر سبتمبر باعتباره اليوم الوطني للأرز والفاصوليا في بليز.
هايتي

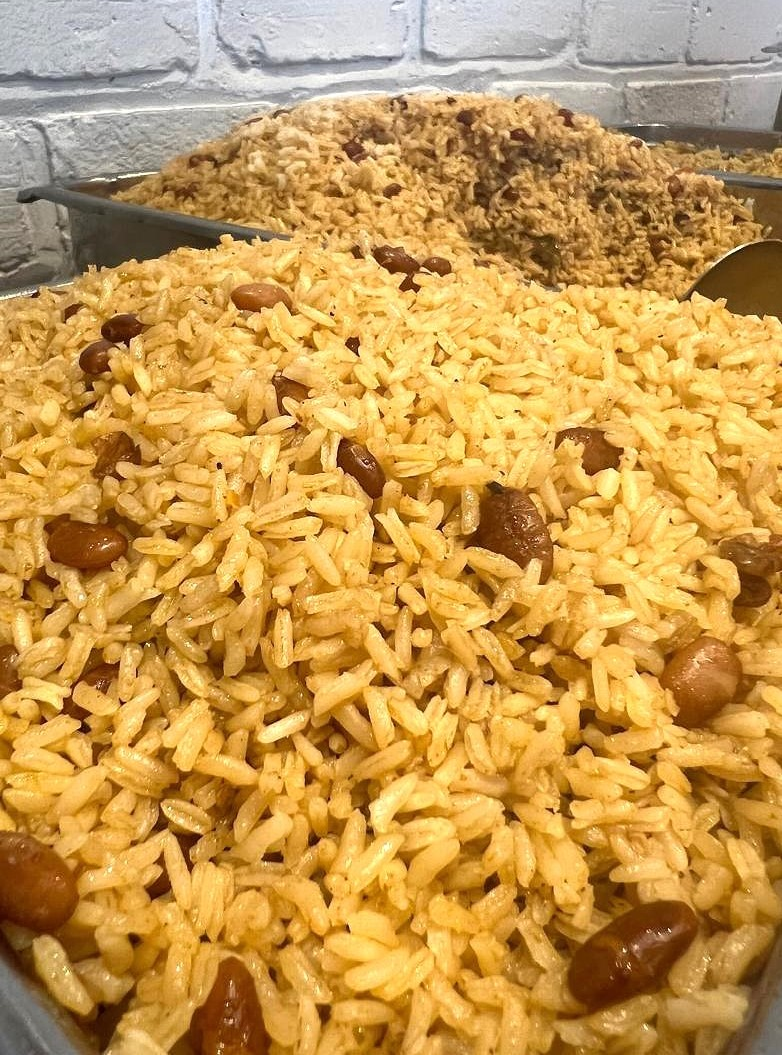
هايتي ديري أك بوا روج (الأرز والبازلاء الحمراء).

Diri ak pwa (المعروف أيضًا باسم diri kole ) هو "الأرز والبازلاء" في لغة الكريول الهايتية. ويعتبر جزءًا من الطبق الوطني في هايتي إلى جانب الجريوت. يصنع عادة باستخدام الفاصوليا الحمراء أو الفاصوليا السوداء أو الفاصوليا المنقطة. النسخة التي تحتوي على البازلاء تسمى diri kole ak pwa kongo، والنسخة التي تحتوي على الفاصوليا البيضاء تسمى diri kongri. تشبه الاختلافات الهايتية الاختلافات الجامايكية والكوبية والدومينيكية. ومع ذلك، تشمل المكونات البهارات الخضراء و/أو البقدونس والزعتر والبصل الأخضر والبصل وشالوت والقرنفل والثوم والملح والفلفل الأسود والفلفل الحلو والأرز طويل الحبة والزيت/الزبدة والفلفل الحار ( فلفل الماعز البهامي ) والذي يستبدل أحيانًا بالهابانرو أو الفلفل الحار الاسكتلندي. في بعض الأحيان، يضاف حليب جوز الهند.
جمهورية الدومينيكان

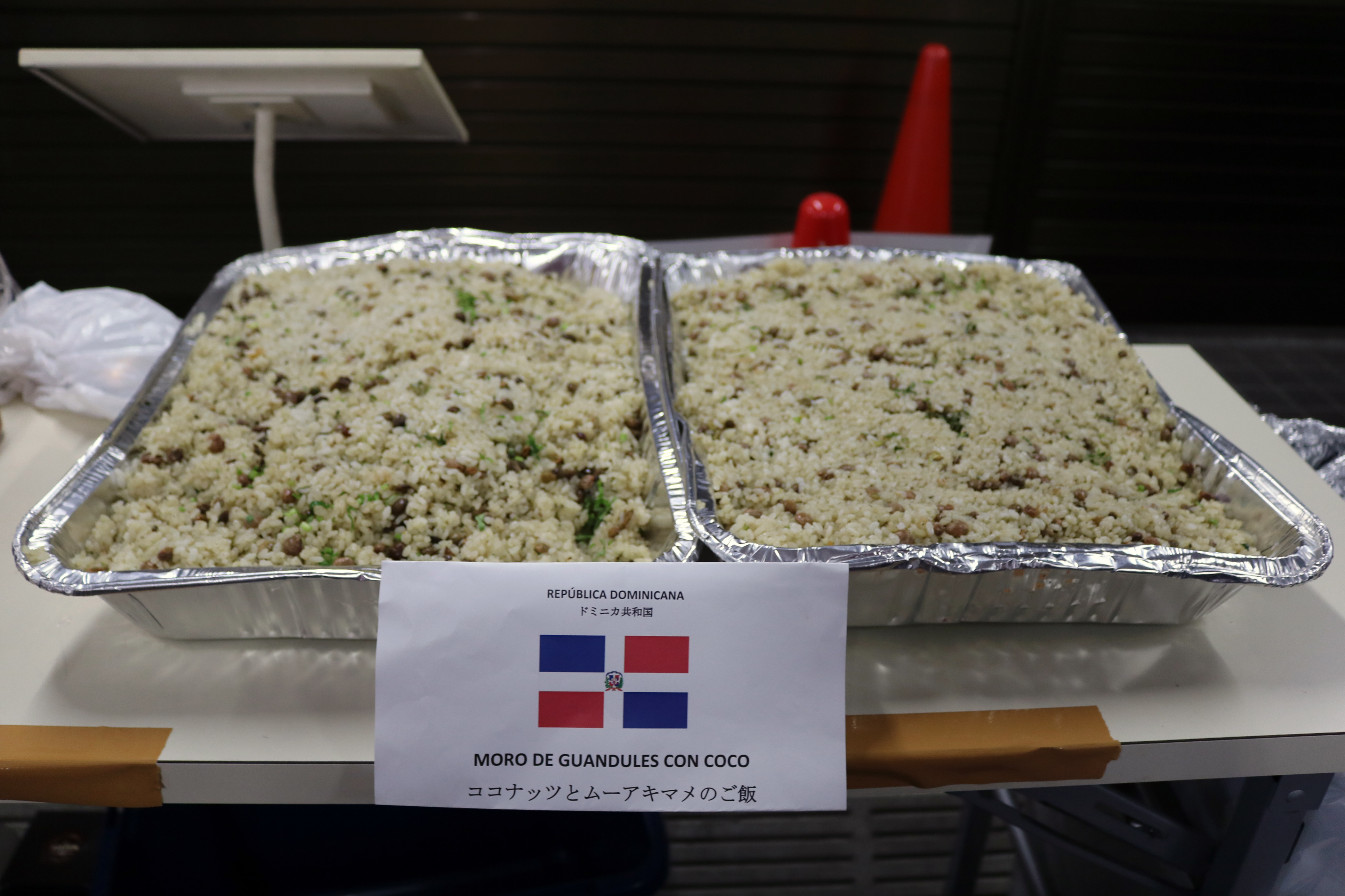
طبق جانبي لعيد الميلاد الدومينيكي - مورو دي جواندوليس (الأرز والبازلاء).

Moro de guandules أو moro de guandules con coco هو نوع دومينيكاني قد يشمل حليب جوز الهند. يؤكل كطبق جانبي، ويحضر من البازلاء الهندية. يشبه هذا الطبق الأرز الجامايكي والبازلاء (مع بازلاء الجونجو)، وهو أيضًا طعام عيد الميلاد الدومينيكاني التقليدي. الإصدارات الأخرى من الطبق تشبه البورتوريكية أروز كون غاندول، وتشمل المكونات الثوم والكوبانيل والبصل والكزبرة والأرز طويل الحبة والكرفس والزعتر والملح والأوريجانو والسوسون و / أو معجون الطماطم. Moro de habichuelas rojas هي النسخة المصنوعة من الفاصوليا.
بورتوريكو

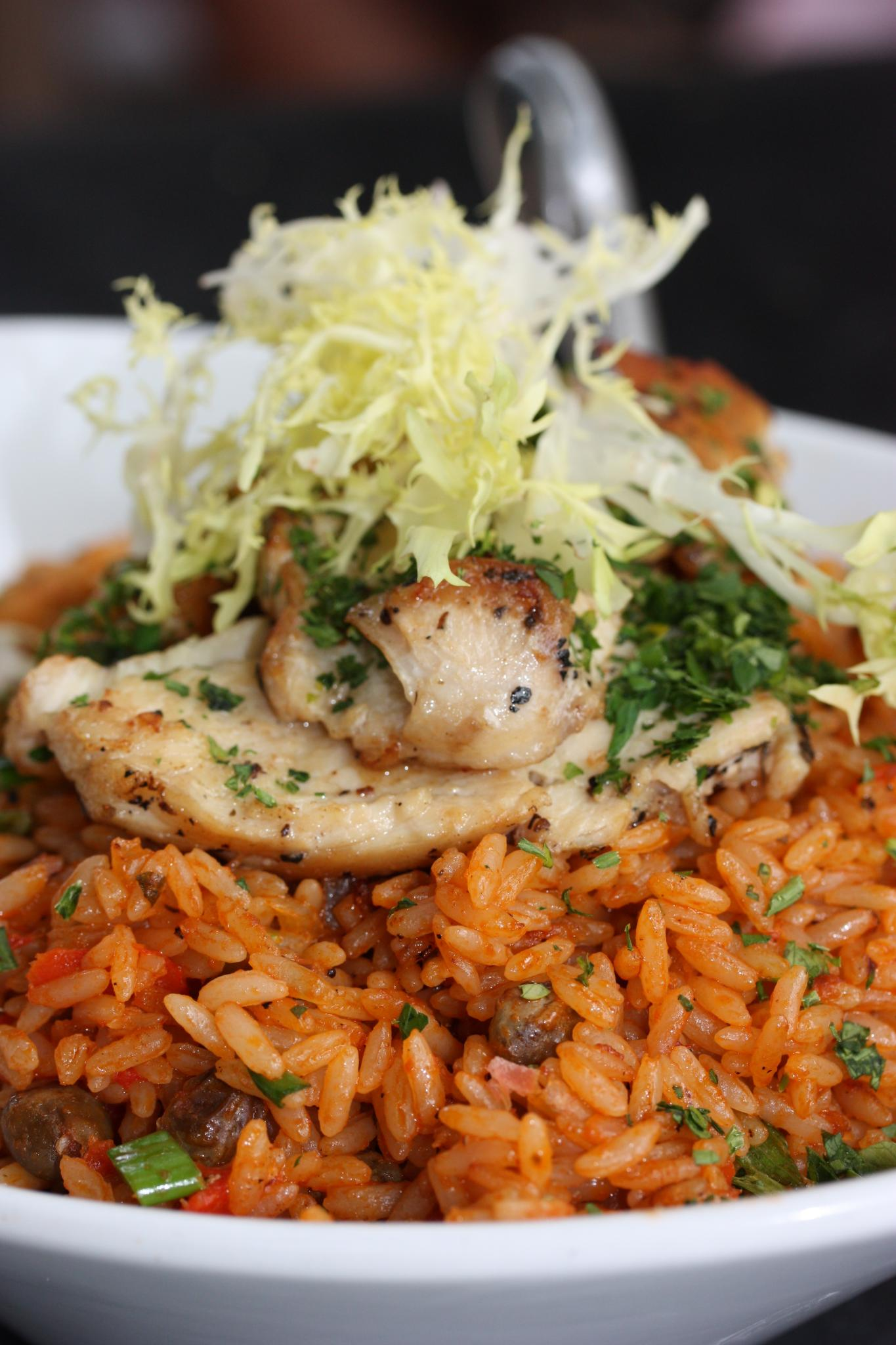
الطبق الوطني لبورتوريكو - Arroz con gandules (الأرز والبازلاء).

أرز باللحم المفروم هو الطبق الوطني لبورتوريكو والذي يقدم عادة مع لحم الخنزير المشوي. وهو مشابه للنوع الدومينيكي، ويقدم أيضًا خلال عيد الميلاد والمناسبات الخاصة. يحضر من الأرز، البازلاء، السوفريتو و/أو السازون، زيت الأناتو، الفلفل الحلو، الكوبينيل، الكزبرة، البصل، الثوم، الأجي دولسي، الريكاو (الكزبرة)، الزعتر، ورق الغار ومعجون الطماطم. يمكن إضافة لحم الخنزير المملح، أو لحم الخنزير، أو لحم الخنزير المقدد، أو السالشيشون (السلامي)، أو الكوريزو. ومن بين أطباق الأرز والبازلاء البورتوريكية الأخرى أرز جونتو، الذي يتكون من مكونات مماثلة، وأرز مامبوستياو، الذي يُصنع عادةً من الفاصولياء الحمراء ومكونات مماثلة، ولكن طريقة التحضير تشبه كالينتاو الكولومبي.
جزر البهاماس &أنغويلا
الطبق معروف باسم البازلاء والأرز، والذي سميت الأغنية الشعبية الباهامية " ماما لا تريد البازلاء والأرز وزيت جوز الهند " منه. المكونات الرئيسية لهذا الطبق هي الأرز، البازلاء، البصل، الفلفل الحلو، الزعتر، البقدونس، معجون الطماطم، الملح، الفلفل والكرفس. في بعض الأحيان، يضاف لحم الخنزير المقدد. يختلف قوام البازلاء والأرز عن قوام الأرز والبازلاء، ولكنه يشبه إلى حد كبير طبق Hoppin' John الأمريكي. البازلاء والأرز هو الطبق الوطني لأنغويلا، والذي يصنع أيضًا باستخدام البازلاء، ولكنه أكثر تشابهًا في الملمس مع الأرز والبازلاء الجامايكيين (مع الجنجو).
جزر الأنتيل الصغرى
تنتج البازلاء والأرز (ويُطلق عليها أيضًا البازلاء والأرز )، أو البازلاء والأرز أو الأرز والفاصوليا في جزر الكاريبي الأخرى مثل باربادوس، وسانت كيتس، وغرينادا، وسانت لوسيا وترينيداد. وقد اعتمدت بعض هذه الاختلافات وصفات الأرز والبازلاء الجامايكية مع مرور الوقت، وعادة ما تستخدم البازلاء. هناك نوع آخر من المأكولات الكاريبية وهو طبق كريولي تقليدي من جزر الأنتيل الصغرى يسمى بيلاو - يصنع في الغالب في غوادلوب، دومينيكا، سانت فينسنت، سانت لوسيا، ترينيداد، غرينادا وجزر العذراء. تستخدم البازلاء أو البازلاء السوداء عادة، وتضاف اللحوم. وهو مشابه للأرز المطبوخ من غيانا.
جزر الأنتيل الفرنسية

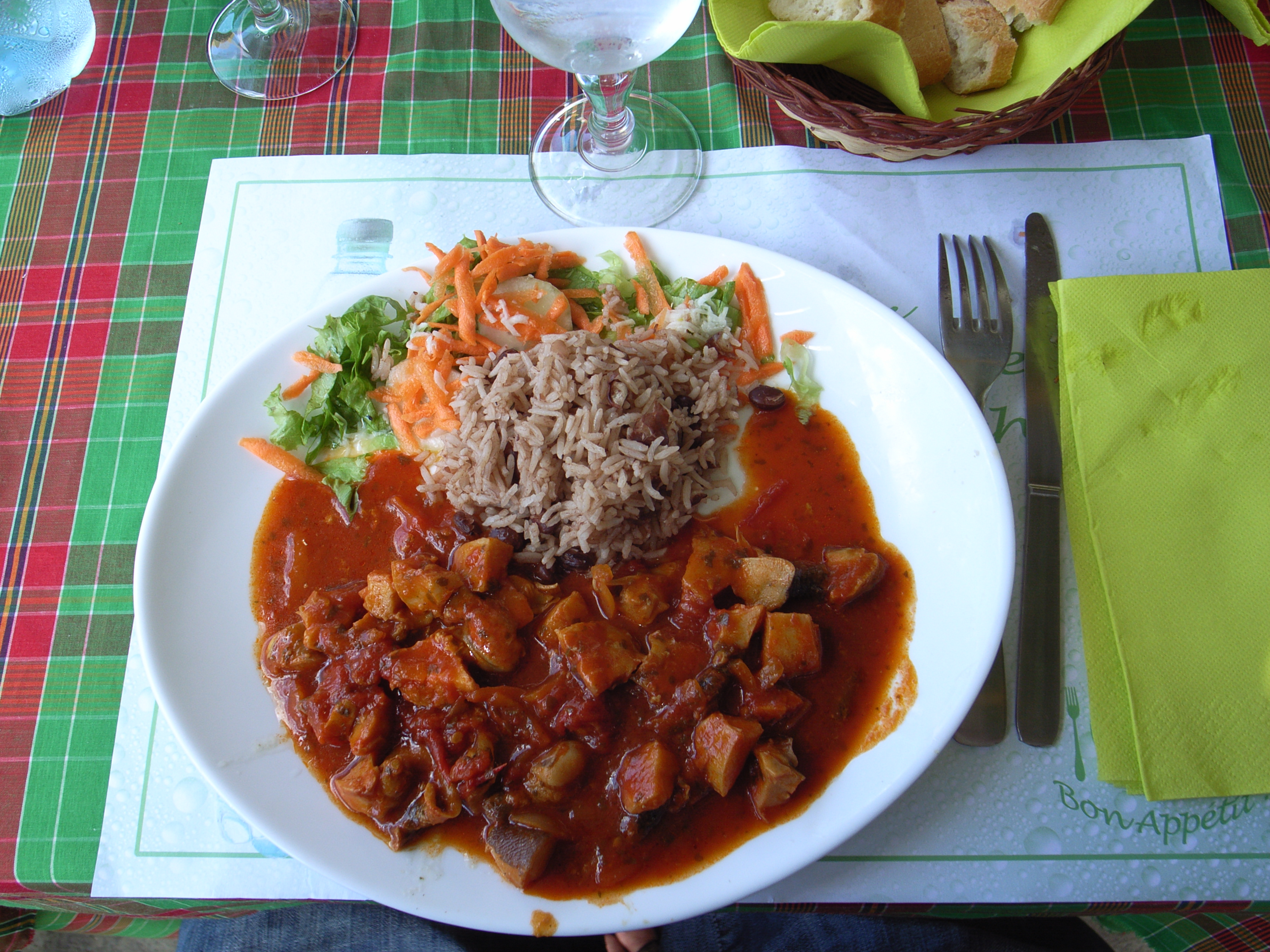
الفرنسية الكاريبية ريز إي بويس دانجول أو ديري بوا دي بوا (الأرز والبازلاء الهندية) تقدم مع محار فريكاسيه.

ينتج الأرز والبازلاء في جزر غوادلوب ومارتينيك في منطقة البحر الكاريبي الفرنسية. يتناول هذا الطبق في عيد الميلاد. يُطلق على النسخة التي تحتوي على الفاصوليا اسم riz haricots rouges (أرز الفاصوليا الحمراء) في غوادلوب، أو riz créole aux haricots rouges (أرز الكريول مع الفاصوليا الحمراء) في المارتينيك. في سانت مارتين، يُطلق على الطبق أيضًا اسم pois et riz ( البازلاء والأرز) أو les gan-dules moro . هذه الاختلافات تشبه الأرز والبازلاء في جزر الأنتيل الكبرى. جلبت الهجرة إلى سانت مارتين وصفات جديدة من الفاصوليا الحمراء والفاصوليا السوداء والفاصوليا ذات العين السوداء.

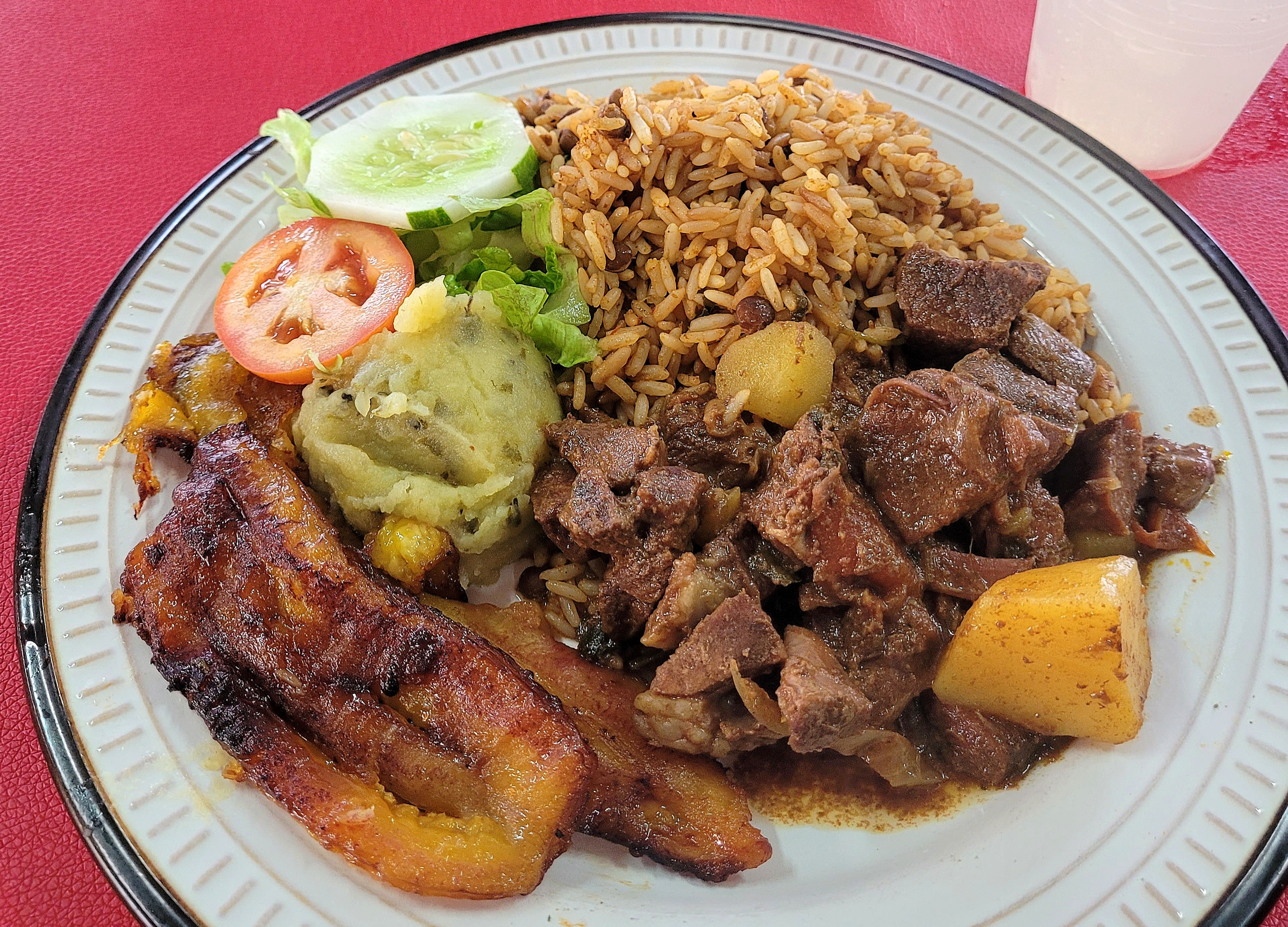
طبق كاريبي هولندي - كارني ستوبا (حساء لحم) يقدم مع أروس مورو (أرز وفاصوليا)، في بلاسا بيو، كوراساو.

جزر الأنتيل الهولندية (جزر الأنتيل ليوارد)
يحضر أرز وفاصوليا الأنتيل عادةً باستخدام الفاصوليا الحمراء، ويتناول كطبق جانبي في جزر الكاريبي الهولندية أروبا وبونير وكوراساو. وتشمل المكونات الأخرى معجون الطماطم والأرز طويل الحبة والثوم والكزبرة والبصل والمرق والزبدة / الزيت وصلصة الصويا الداكنة أو صلصة الصويا الحلوة.

### أمريكا اللاتينية
نيكاراجوا وكوستاريكا

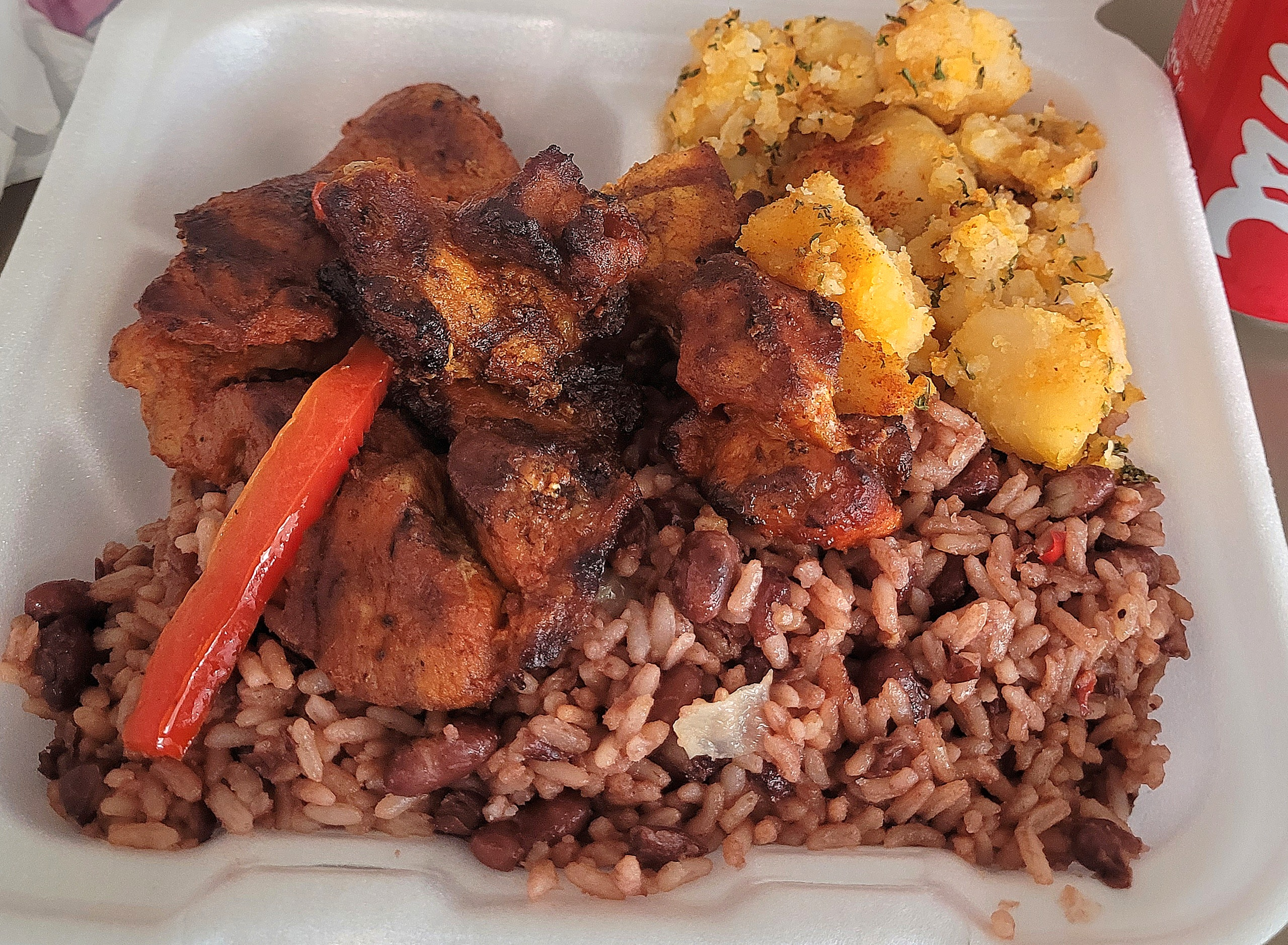
وجبة نيكاراغوا مع غالو بينتو.

غالو بينتو والذي يعني "الديك المرقط" باللغة الإسبانية، هو نوع من أنواع الديك الرومي الذي ينمو في أمريكا الوسطى ويصنع بشكل أساسي في نيكاراغوا وكوستاريكا. إنه الطبق الوطني لكلا البلدين، وعادة ما يصنع بالفاصوليا السوداء أو الحمراء في كوستاريكا، بينما في نيكاراجوا تستخدم الفاصوليا الحمراء. في كلا البلدين، يمكن تناول الطبق في وجبة الإفطار أو الغداء أو العشاء. يمكن إرجاع الأصول التاريخية لـ غالو بينتو إلى شعب الكاريبي الأفريقي، وتحديدًا الجامايكيون. في القرن التاسع عشر، هاجر اليهود الجامايكيون، وأبرزهم الإخوة ليندو الذين كانوا تجارًا ومزارعين، إلى كوستاريكا وأنشأوا أعمالًا تجارية في الزراعة (القهوة والسكر والأرز والموز وغيرها من المنتجات).

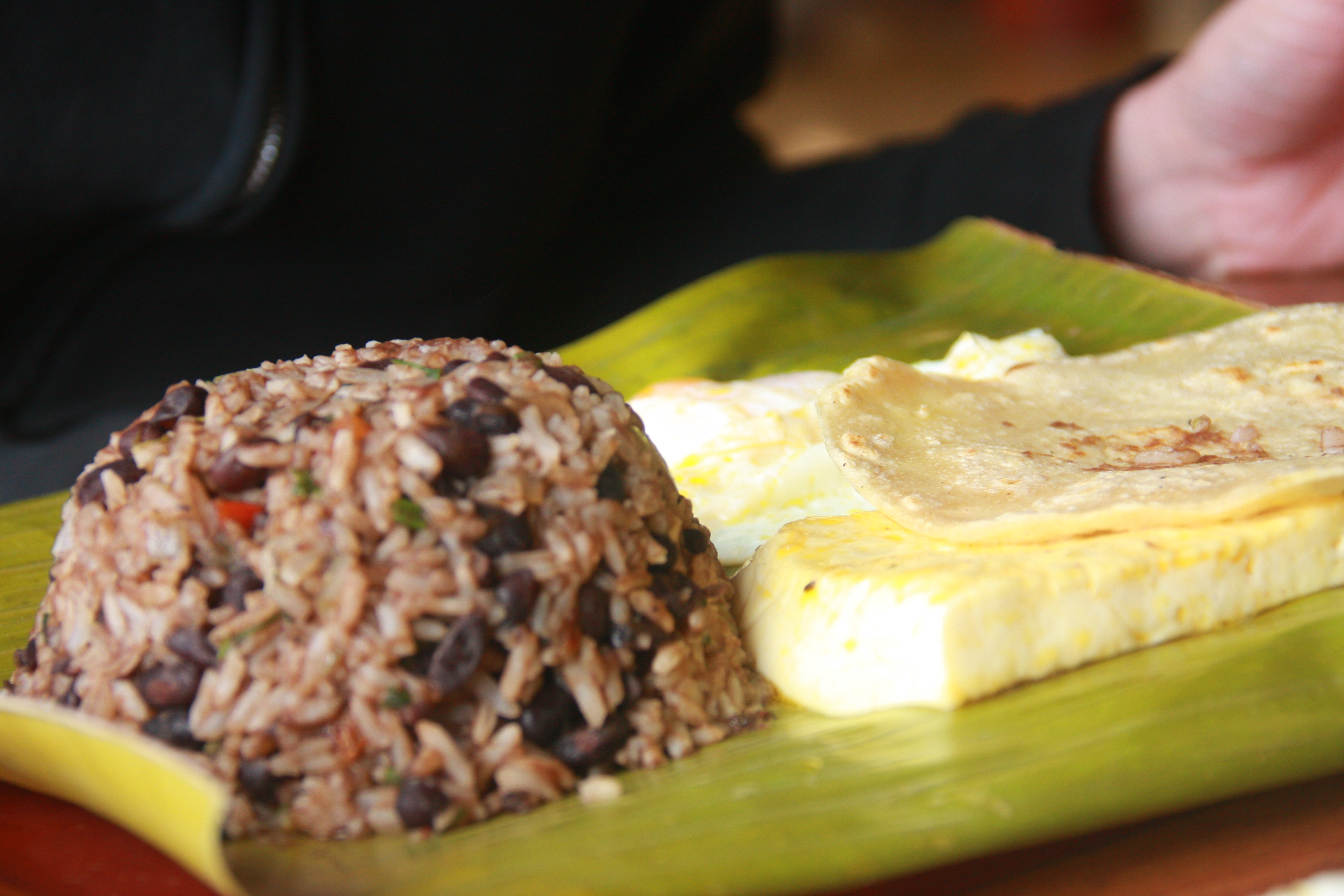
غالو بينتو الكوستاريكي يقدم في مطعم في ألاخويلا، كوستاريكا.

وفقًا لكتاب Mamita Yunai من تأليف كارلوس لويس فالاس، عمل الكوستاريكيون والنيكاراجوايون معًا في مزارع الموز، على ساحل البحر الكاريبي في كوستاريكا حيث كان الغالو بينتو طبقًا أساسيًا - والذي قدمه العبيد الأفارقة المحررون من جامايكا، والذين عملوا في مزارع الموز أيضًا. وعلى هذا النحو، أخذ النيكاراغويون الوصفة الكاريبية إلى نيكاراغوا، بينما أحضر الكوستاريكيون الوصفة إلى الوادي الأوسط وجعلوها وجبة تقليدية هناك. علاوة على ذلك، اندمج اليهود الجامايكيون الذين وصلوا في القرن التاسع عشر مع السكان المحليين واستقروا في كارتاغو وسان خوسيه وبويرتو ليمون. كما ذهب العديد من الأفرو جامايكيين إلى كوستاريكا للعمل في بناء السكك الحديدية والميناء الأطلسي - وبالتالي، فقد أحضروا معهم ثقافتهم ولهجتهم وممارساتهم الطهوية، بما في ذلك الأرز والبازلاء . يُعتقد أيضًا أن الأفرو جامايكيين والكريول الجامايكيين الذين استقروا في ساحل نيكاراجوا (ساحل البعوض) خلال منتصف القرنين السابع عشر والثامن عشر والتاسع عشر ساهموا في تقديم هذا الطبق في ساحل أمريكا الوسطى.
بنما

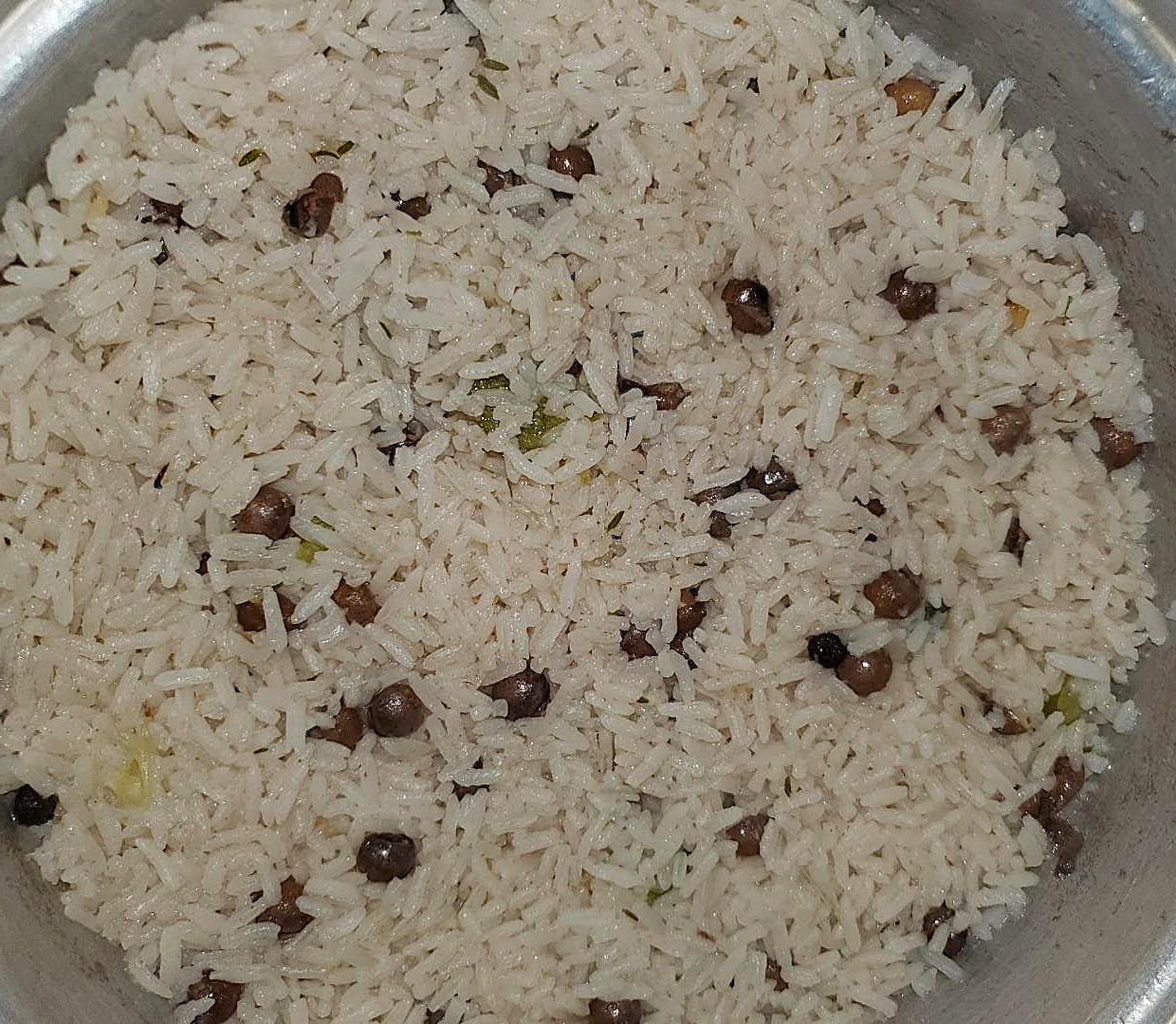
Arroz con guandú — الأرز والبازلاء (الجونجو).

غالو بينتو، ويُسمى أيضًا أروز كون فريجولز روخوس (الأرز والفاصوليا الحمراء)، هو أيضًا طبق بنمي. يصنع عادة من الفاصولياء الحمراء أو الفاصوليا المنقطة ويتضمن ضفيرة. هناك نوع آخر وهو أروز كون جواندو (يُسمى أيضًا أروز نافيدينو ويعني "أرز عيد الميلاد")، وهو مصنوع من البازلاء، وهو مشابه للأرز الجامايكي وبازلاء (جونجو) وأروز كون جاندوليس البورتوريكي - وعادة ما يتناول في الاحتفالات العائلية والأعياد، مثل عيد الميلاد. كلا الطبقين يتمتعان بشعبية خاصة على ساحل البحر الكاريبي في بنما، في مقاطعتي كولون وبوكاس ديل تورو. تبنى الوصفات من شعوب جزر الأنتيل الأفريقية، وتحديدًا الجامايكيين، الذين هاجروا إلى بنما على دفعات، بين منتصف أربعينيات القرن التاسع عشر وأربعينيات القرن العشرين، للعمل في مزارع الموز في أمريكا الوسطى، وكذلك لبناء سكة حديد بنما وقناة بنما. كما هاجر اليهود من جامايكا وكوراساو إلى بنما خلال منتصف القرن التاسع عشر، وكان معظمهم يعملون في التجارة ويمتلكون المصانع. وقد بقي العديد من المهاجرين واندمجوا، مما أثر على المطبخ والموسيقى واللهجة في البلاد.
هندوراس والسلفادور

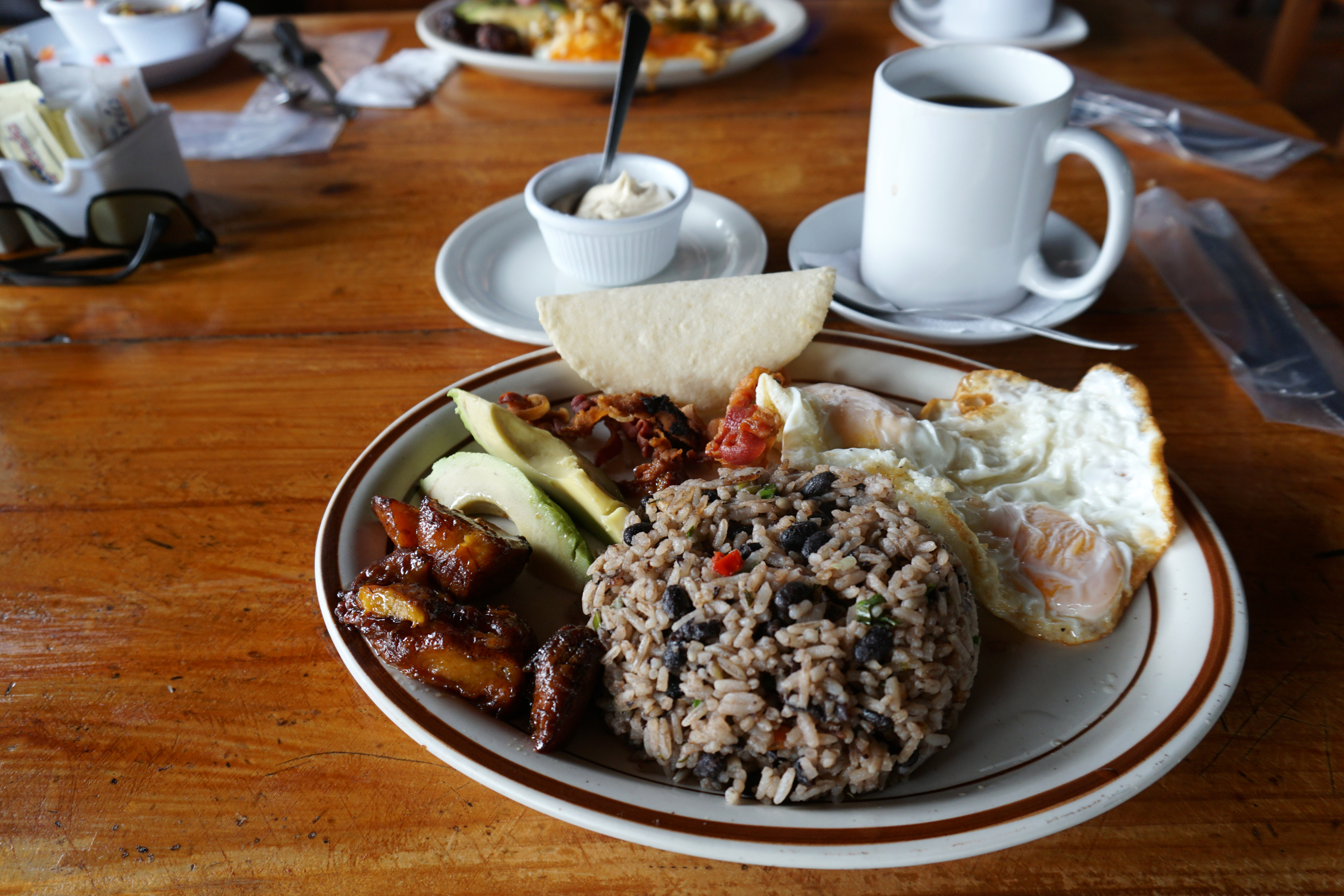
كاسامينتو – الأرز والفاصوليا تؤكل في هندوراس والسلفادور

Casamiento والتي تعني "الزواج"، تصف مزيج الأرز والفاصوليا الحمراء كطبق واحد. وهو طبق نموذجي يتناول في ثاني جمعة من الصوم الكبير،ويتناول عمومًا كطبق جانبي خاصة على طول ساحل البحر الكاريبي ومنطقة باي آيلاندز في هندوراس. في السلفادور، عادة ما يتناول الكازامينتو كوجبة إفطار تقليدية. يمكن إرجاع جذور الطبق إلى الأنجلو أنتيليين، الذين هاجروا إلى المنطقة مع المستوطنين الإنجليز، خلال القرنين الثامن عشر والتاسع عشر. كما كانت الحال مع نيكاراجوا، تحت الاحتلال البريطاني، وصلت عدة فرق من الأفرو-أنتيليين والكريول، معظمهم من جامايكا وبليز وجزر كايمان إلى الجزر وعلى طول نهر لا موسكيتيا - للعمل في الزراعة (إنتاج الموز بشكل أساسي)، وفي وقت لاحق لبناء السكك الحديدية والموانئ.
إن أصل الكازامينتو في السلفادور غير واضح، ولكن من المرجح أن الوصفة انتشرت من دول أمريكا الوسطى المجاورة. فر العبيد من بليز إلى السلفادور، بعد إلغاء العبودية في عام 1825، واندمجوا في النهاية مع السكان المحليين. ومع ذلك، ورغم أن السلفادور لم تشهد هجرة أفرو-أنتيليين مثل أجزاء أخرى من المنطقة، إلا أن عناصر الثقافة الأفرو-كاريبية لا تزال متبعة. يُعتبر الكازامينتو مزيجًا من المكونات (الفاصوليا والأرز) من سكان أمريكا الوسطى الأصليين والإسبان على التوالي، مع التأثيرات الأفريقية في تحضير الطبق.
غواتيمالا
الأرز والفاصوليا الغواتيمالي هو النسخة الغواتيمالية من الأرز والبازلاء، والذي يحضر أيضًا باستخدام الفاصوليا الحمراء وحليب جوز الهند المطبوخ مع الأرز. هذا الطبق الذي يحضر في وعاء واحد والذي يحظى بشعبية كبيرة على طول ساحل البحر الكاريبي في البلاد، نشأ من السكان الكريول الذين وصلوا في مجموعات. في القرن الثامن عشر، ذهب العبيد الكريول القادمون من جامايكا وكوبا وبورتوريكو إلى غواتيمالا. كما أنه بعد إلغاء العبودية في السلفادور، فر العبيد من بليز عبر الحدود إلى غواتيمالا وهندوراس. علاوة على ذلك، في القرن التاسع عشر وأوائل القرن العشرين، جلب الأفرو-أنتيليين من جزر الكاريبي القريبة، مثل جامايكا، للعمل في مزارع الموز والمزارع، في المقام الأول لشركة الفاكهة المتحدة، وكذلك في بناء السكك الحديدية، وصناعة صيد الحيتان. كانت هناك مجموعة أخرى من سكان جزر الأنتيل وهم الغاريفون من سانت فينسينت، الذين نفوهم إلى رواتان من قبل المستوطنين البريطانيين. انتشروا إلى غواتيمالا، جنبًا إلى جنب مع المستوطنين الآخرين، وعاشوا منذ ذلك الحين على طول خليج أماتيك، وخاصة في ليفينغستون. ونتيجة لذلك، احتفظت المناطق الساحلية في غواتيمالا بخصائص الثقافة الكاريبية، بما في ذلك الأطباق مثل الأرز والفاصوليا (باللغة الإنجليزية).
الأرز والفاصوليا هو أيضًا طبق في سان أندريس، بروفيدنسيا وسانتا كاتالينا، كولومبيا. الطبق مماثل للأرز والبازلاء الجامايكيين، المصنوع من الفاصوليا الحمراء، وهو واحد من العديد من الأطباق الجامايكية المعتمدة - جنبًا إلى جنب مع اللهجة والسمات الثقافية الأخرى. في القرن السابع عشر، كان هذا القسم الكولومبي إقليمًا بريطانيًا، حيث أنشئت المزارع وانخرط المستوطنون الإنجليز في القرصنة. بعد احتلالها من قبل الإسبان والبرتغاليين، استولى القراصنة الإنجليز بقيادة هنري مورغان على الجزر، واستخدموها كقاعدة لمهاجمة بنما. كانت الجزر مأهولة في الغالب بالبروتستانت الإنجليز، الذين وصلوا أولاً من بربادوس، في القرن السابع عشر، والعبيد بشكل رئيسي من جامايكا الذين عملوا في قطع الأخشاب وزراعة القطن والتبغ. بحلول القرن العشرين، هاجر الناس الأنجلو/أفريقيون الكاريبيون إلى الجزر، وكذلك إلى المناطق الساحلية في أمريكا اللاتينية بحثًا عن العمل - وبالتالي، فإن غالبية السكان (الرايزال) لديهم تراث كاريبي قوي، ومن هنا جاءت جذور الطبق.
كولومبيا

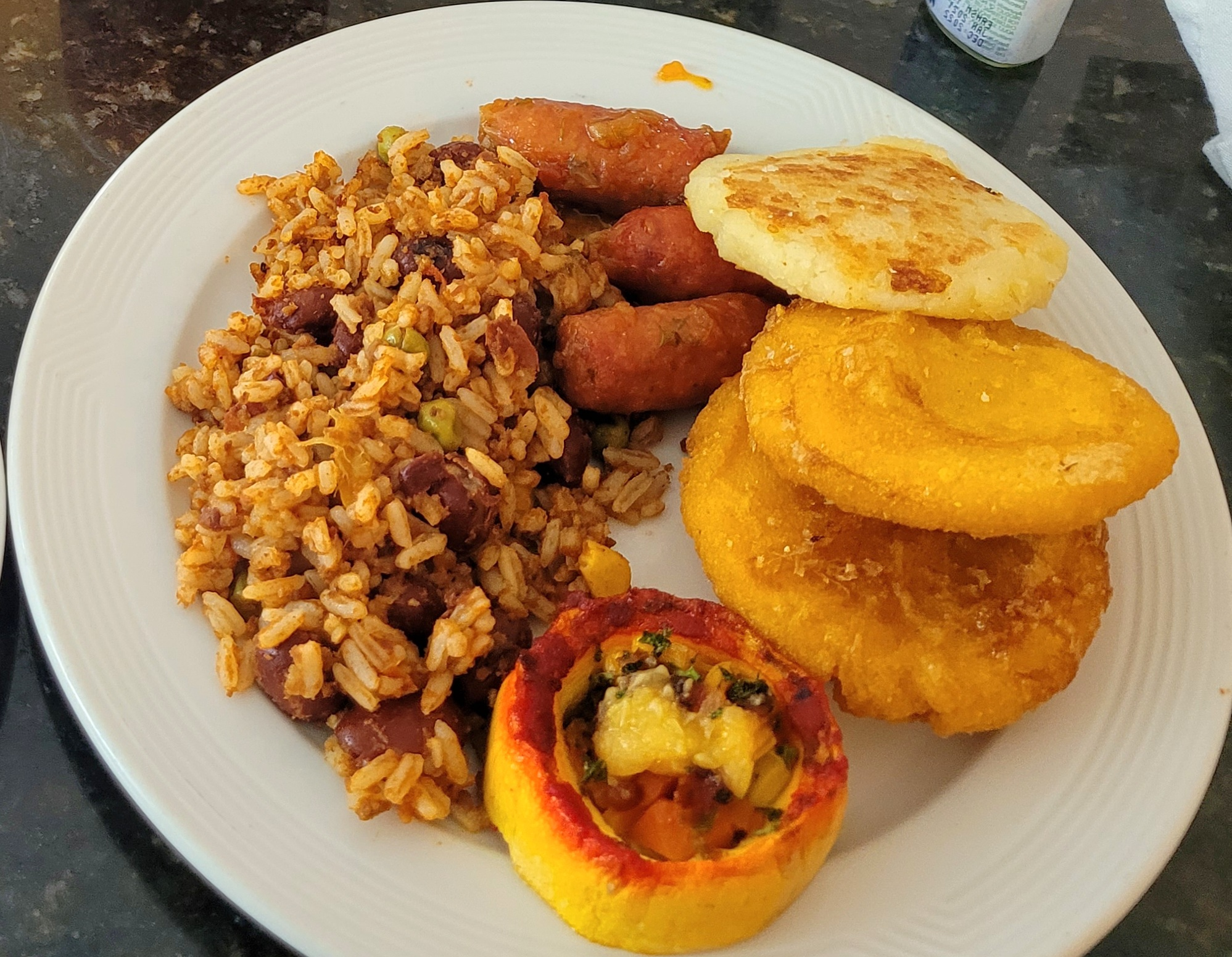
يقدم كالينتاو مع أريبا وغيرها من الأطباق الجانبية في وجبة الإفطار، في قرطاجنة، كولومبيا.

في كولومبيا، يعتبر كالينتاو، الذي يعني "مُسخن" أو "دافئ" (باللغة الكريولاية)، أو كالينتادو (باللغة الإسبانية)، طبق أرز وفاصوليا يتناولوه تقليديًا في وجبة الإفطار. وهو يختلف عن الأرز والبازلاء، حيث يحضر الطبق من بقايا الفاصوليا والأرز، ولكنه يتشابه في كونهما مدمجين. يُعتقد أن الطبق الذي يعود إلى أنتيوكيا ومنطقة القهوة هو طبق يعود إلى العصر الاستعماري، حيث ابتكره العبيد الأفارقة الذين أعادوا استخدام بقايا طعام أسيادهم الإسبان. كالينتاو هو طبق متعدد الاستخدامات، ويمكن تقديمه مع أطباق جانبية أخرى مثل البيض والأريبا.
في كولومبيا، يعتبر كالينتاو، الذي يعني "مُسخن" أو "دافئ" (باللغة الكريولاية)، أو كالينتادو (باللغة الإسبانية)، طبق أرز وفاصوليا يتناول تقليديًا في وجبة الإفطار. وهو يختلف عن الأرز والبازلاء، حيث يتم تحضير الطبق من بقايا الفاصوليا والأرز، ولكنه يتشابه في كونهما مدمجين. يُعتقد أن الطبق الذي يعود إلى أنتيوكيا ومنطقة القهوة هو طبق يعود إلى العصر الاستعماري، حيث ابتكره العبيد الأفارقة الذين أعادوا استخدام بقايا طعام أسيادهم الإسبان. كالينتاو هو طبق متعدد الاستخدامات، ويمكن تقديمه مع أطباق جانبية أخرى مثل البيض والأريبا.

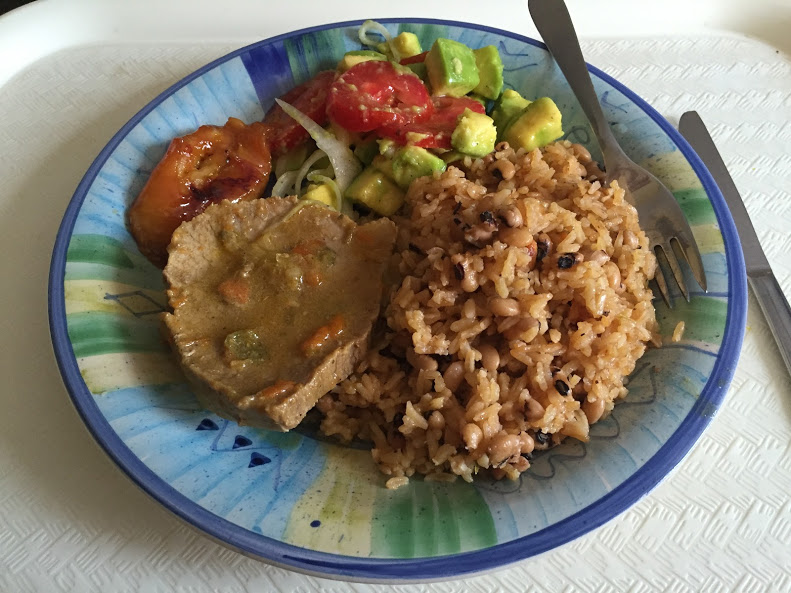
الكولومبي أروز دي فريجول كابسيتا نيغرا مع المرافقات.

أرز الفاصوليا السوداء ( أرز الفاصوليا السوداء) هو طبق مصنوع من الأرز والفاصوليا السوداء، من ساحل كولومبيا على البحر الكاريبي. هذا الطبق مشهور في قرطاجنة، ويتناول في الدول الساحلية الأخرى. وهو يشبه طبق Hoppin' John الأمريكي، وطبق baião de dois البرازيلي، وطبق diri ak pwa الهايتي مع البازلاء ذات العين السوداء. في بعض الأحيان، يضاف حليب جوز الهند. يُعتقد أنه طبق من العصر الاستعماري. يصنع أيضًا أنواع أخرى تشبه الأرز والبازلاء، تسمى أروز كون فريجوليس ( الأحمر والأسود والمورادوس ) في المناطق الساحلية في كولومبيا.
فنزويلا
Palo a pique llanero هو طبق يعد في وعاء واحد ويتضمن الأرز والفاصوليا واللحوم. يعود تاريخها إلى القرن التاسع عشر، ونشأت في سهل لوس يانوس الفنزويلي. يصنع هذا الطبق أيضًا في غيانا. يمكن صنعه باستخدام الفاصولياء الحمراء أو الفاصوليا الغارية، وهو مشابه للبيلاو المصنوع في ترينيداد وجزر الأنتيل الصغرى الأخرى، والأرز المطبوخ في غيانا مع البازلاء السوداء (عادة ما يتم تناوله في ليلة رأس السنة الجديدة / ليلة رأس السنة القديمة).
في فنزويلا، يعد الأرز بالفاصوليا ( أرز بالفاصوليا ) طبقًا آخر مصنوعًا من الأرز والفاصوليا معًا. إنه يشبه الموروس والكريستيانوس الكوبيين وأرز كونجري، بالإضافة إلى أنواع أخرى من الأرز والبازلاء/الفاصوليا في جزر الأنتيل الكبرى وأمريكا الوسطى. هذا الطبق يعتبر من الأطباق النموذجية في المناطق الساحلية في فنزويلا. وكما هو الحال مع البلدان اللاتينية الأخرى المذكورة، شهدت فنزويلا أيضاً موجات من الهجرة إلى جزر الأنتيل، وهو ما قد يفسر أوجه التشابه.
البرازيل

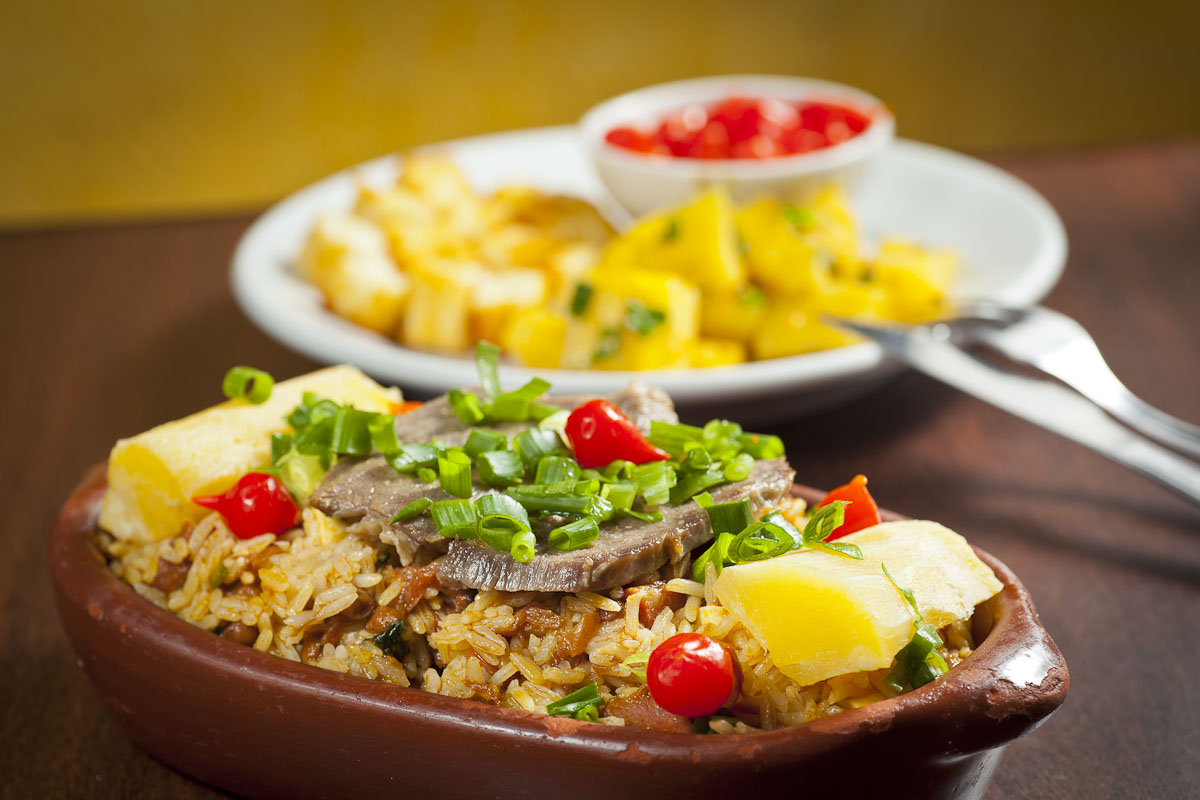
باياو دي دويس البرازيلي - طبق نموذجي من الأرز والبازلاء في شمال شرق البلاد.

باياو دي دوس هو طبق برازيلي يعد في وعاء واحد من البازلاء السوداء / البازلاء الخضراء ( feijão verde ) والأرز. وهو مشابه لـ moro de guandules من جمهورية الدومينيكان، و arroz con gandules من بورتوريكو. نشأ هذا الطبق في ولاية سيارا، وهو من الأطباق النموذجية لمنطقة شمال شرق البرازيل. يرتبط الاسم بالبايو، وهو أسلوب شمال شرقي من الموسيقى والرقص (لشخصين)، وهو مزيج من التأثيرات الأمريكية الأصلية والإفريقية والأوروبية - مثل الطبق. يشير "Dois" ("2" باللغة البرتغالية) إلى مزيج من المكونين الرئيسيين أي الأرز والبازلاء. في منتصف القرن العشرين، أصبح الاسم شائعًا مع أغنية باياو دي دويس، للملحن ومواطن سيارا، هومبيرتو تيكسيرا، و "ري دو باياو" (ملك باياو)، لويز غونزاغا.

## معرض الصور

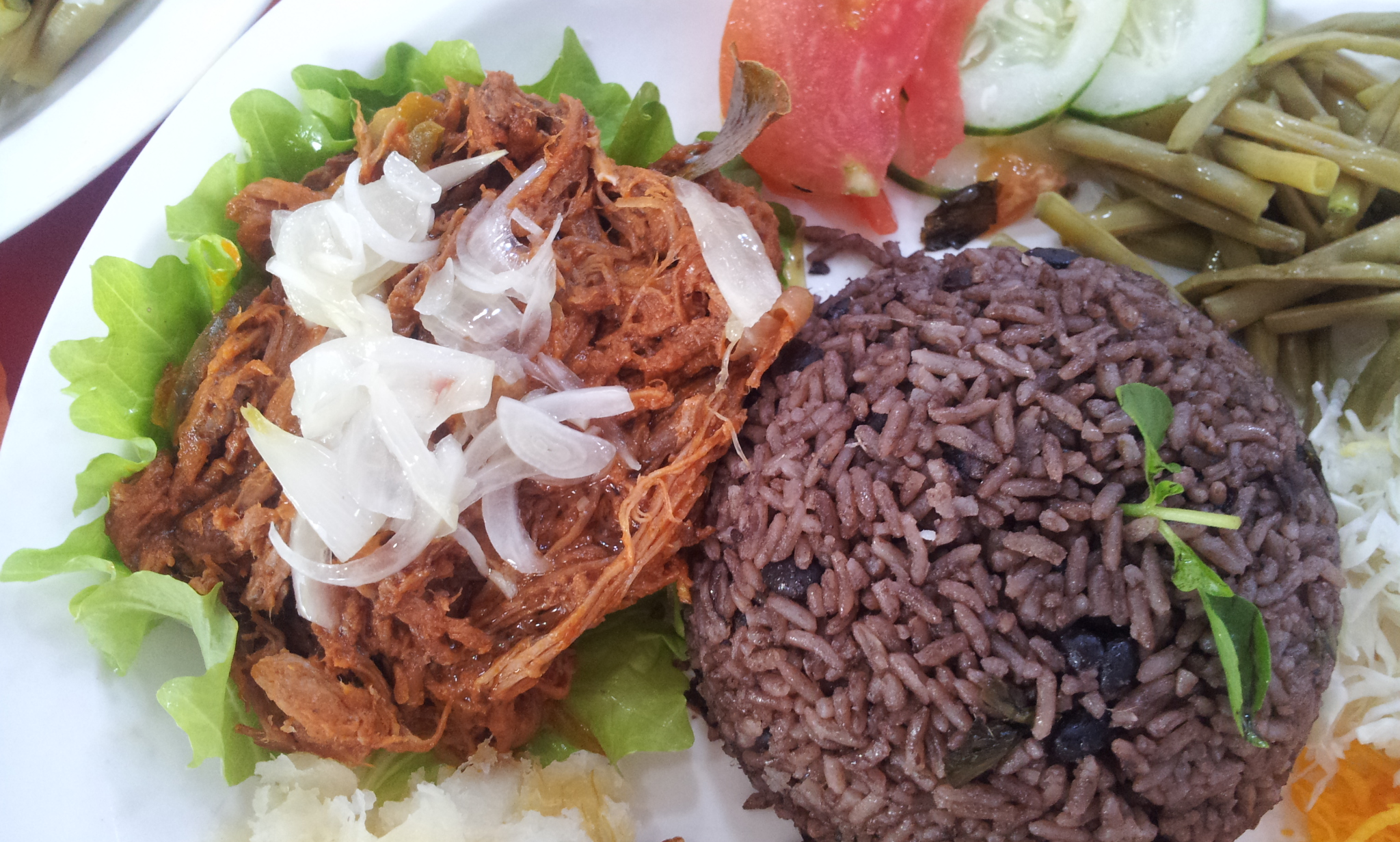
الطبق الوطني الكوبي - روبا فييخا يقدم مع موروس وكريستيانوس.
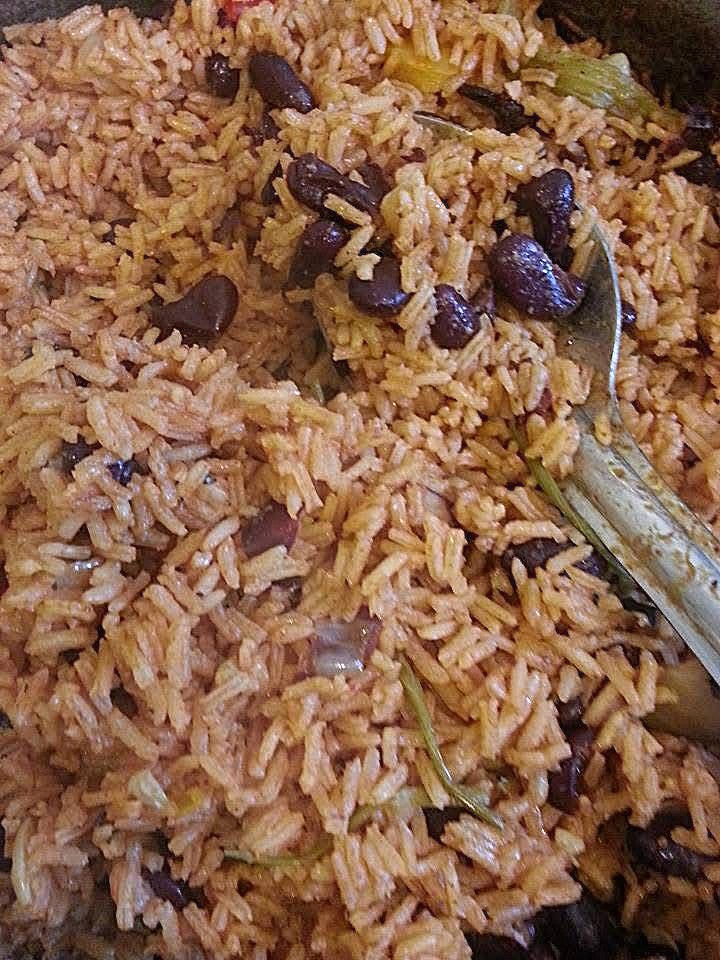
Moro de habichuelas rojas - الأرز الدومينيكي والفاصوليا (الكلى).
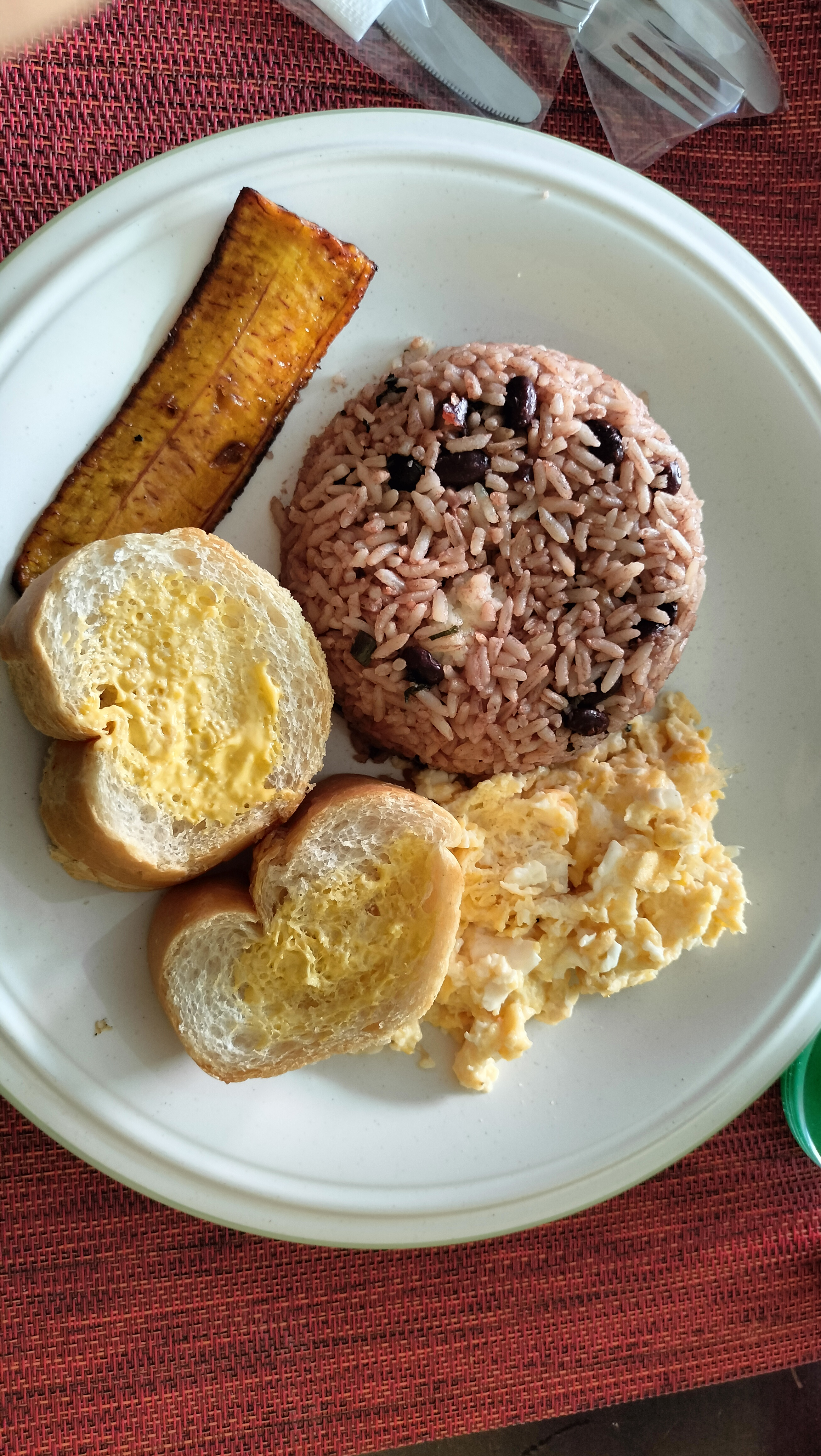
وجبة إفطار كوستاريكاية - غالو بينتو يقدم مع الموز والبيض والخبز.
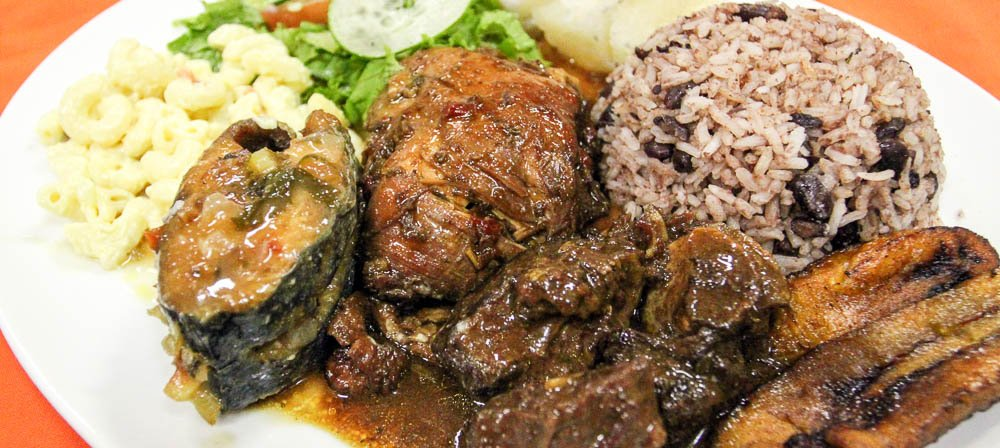
عشاء كوستاريكي من بويرتو ليمون (منطقة ينحدر منها أصول جامايكية) - جالو بينتو يقدم مع أنواع مختلفة من اللحوم والمقبلات.
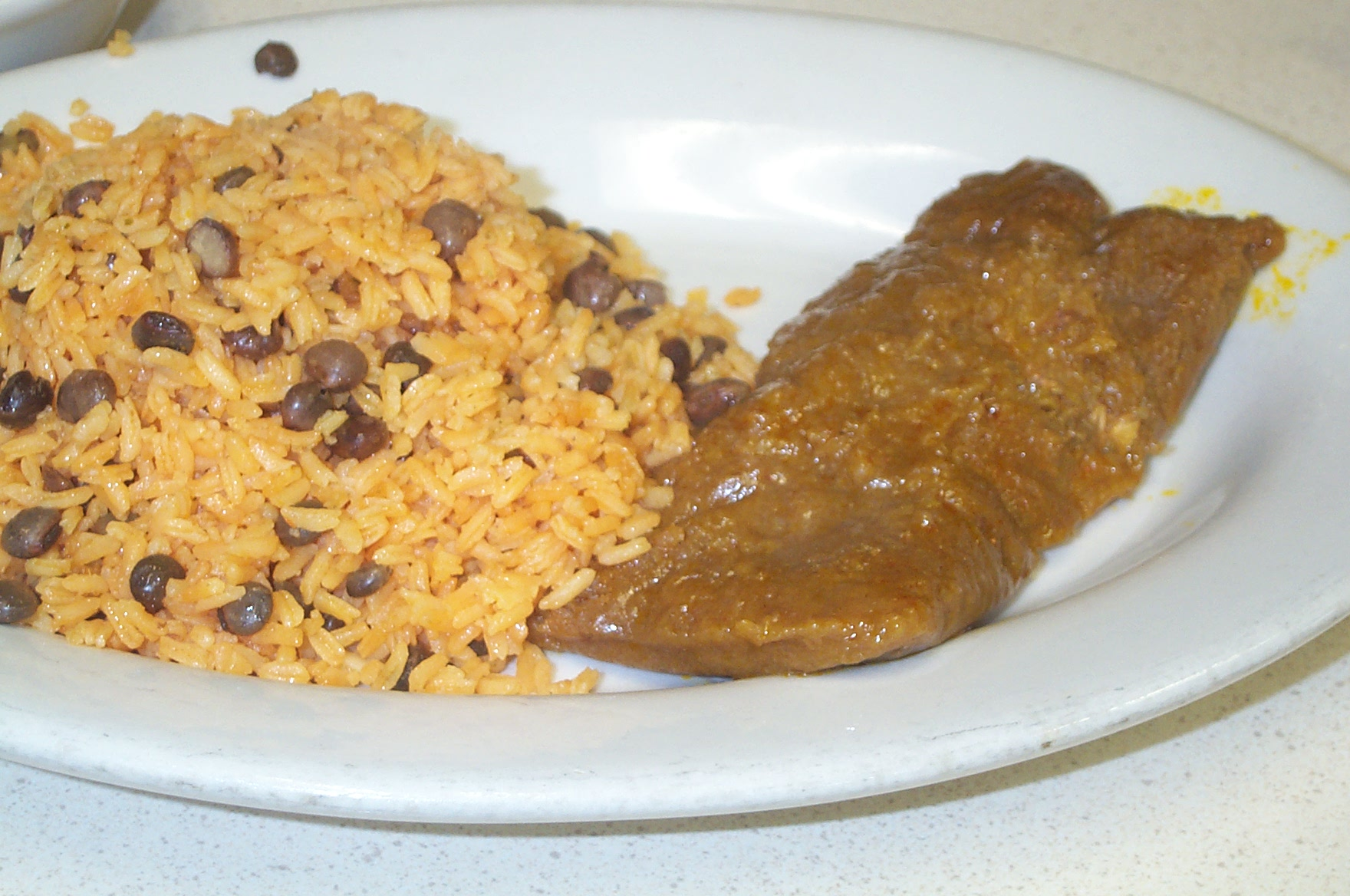
بورتوريكو أروز يخدع gandules والباستيل.
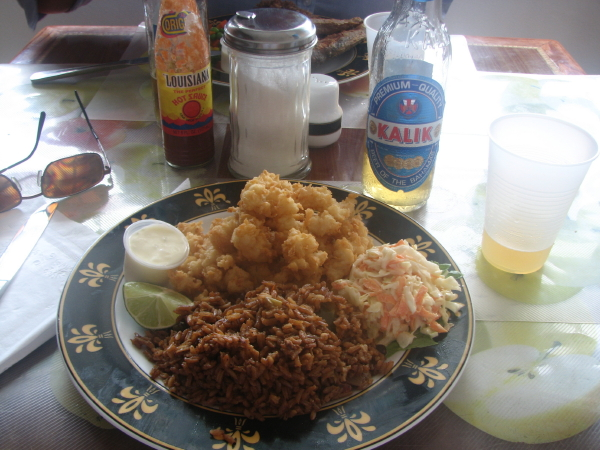
بازلاء باهامية مع أرز تقدم مع محارة مكسورة وسلطة كولسلو.